# Çarşıbaşı
Çarşıbaşı là một huyện thuộc tỉnh Trabzon, Thổ Nhĩ Kỳ. Huyện có diện tích 67 km² và dân số thời điểm năm 2007 là 16216 người, mật độ 242 người/km².